# Oslo Nye Teater
L'Oslo Nye Teater és un teatre situat a Oslo, Noruega. El teatre té el seu escenari principal al seu propi teatre a la porta 10 de Rosenkrantz. És un dels teatres més visitats de Noruega. L'Oslo Nye Teater AS és propietat total del municipi d'Oslo.

## Història
El teatre va obrir com a Det Nye Teater el 26 de febrer de 1929. Els arquitectes Gudolf Blakstad (1893–1985) i Jens Dunker (1898–1984) van ser contractats per dissenyar l'edifici, donant lloc a un edifici de formigó d'estil neoclàssic simplificat. Entre 1994 i 1995, es va dur a terme una millora profunda de l'àrea de públic a l'edifici del teatre sota la direcció dels arquitectes Kristin Jarmund i Ola Helle.
El setembre de 1959, l'Oslo Nye Teater va resultar d'una fusió entre Folketeatret i Det Nye Teater. Folketeatret havia funcionat de manera independent des de 1952. La direcció de l'Oslo Nye Centralteatret va ser assumida per l'Oslo Nye Teater el 1971. L'Oslo Nye Teater ara funciona amb quatre escenaris; Oslo Nye Hovedscenen, Oslo Nye Centralteatret, Oslo Nye Trikkestallen i Oslo Nye Teaterkjeller'n.